# Mainzer Riesenbibel

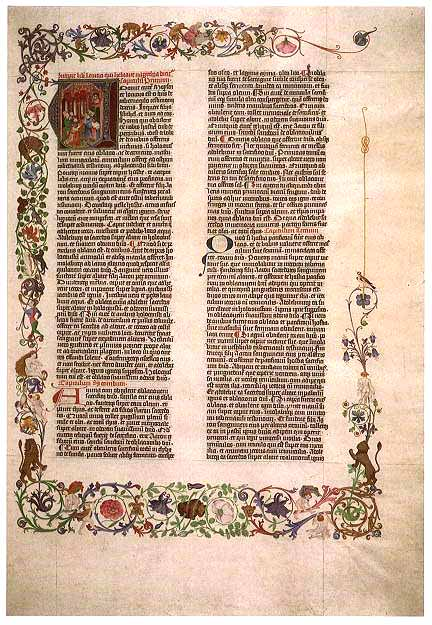
Eine Seite der Mainzer Riesenbibel

Die Mainzer Riesenbibel (bibliografisch Biblia Latina, englisch Giant Bible of Mainz, Giant Bible in Washington) wurde 1452/53 von einem unbekannten Schreiber verfertigt. Sie gehört zum Umfeld der niederländischen Buchmalerei und der Utrechter Buchmalerei und ist nicht in Mainz  entstanden. 1566 war sie in Mainz und wurde dort 1631 von den Schweden erbeutet. Sie war vom 17. Jahrhundert bis 1945 ein Prunkstück der herzoglichen Bibliothek in Gotha. Seit 1952 befindet sie sich in der Library of Congress in Washington, D.C. (Signatur Rosenwald ms. 28).

## Aufbau
Die Riesenbibel besteht aus zwei Bänden mit insgesamt 459 Pergamentseiten, die jeweils ca. 55 × 40 cm messen. Die Handschrift besitzt ihren ursprünglichen, undekorierten Voll-Einband aus Schweinsleder; der Buchblock wird von einem Rücken mit neun Bünden und einem Kapitalband aus roter, weißer und grüner Seide zusammengehalten.
Die Seiten sind mit einer Vorzeichnung aus verblichener brauner Tinte versehen, die dem Schreiber ein Raster vorgab. Der Textblock besteht aus zwei Spalten zu je 60 Zeilen pro Seite. Die verwendeten Buchstaben gelten als typisch für Handschriften des 15. Jahrhunderts im Rheingebiet. Der Schreiber benutzte zwei Schwarztöne in seiner Tinte, und Kapitelüberschriften und Absätze wurden abwechselnd mit roter und blauer Tinte rubriziert. Der Schreiber vermerkte jeweils den Beginn und das Ende seiner Arbeit an den Büchern der Bibel. Er begann am 4. April 1452 und schloss sein Projekt nach fünfzehn Monaten am 9. Juli 1453 ab.
Bemerkenswert sind die reich ausgeschmückten Initialen und Rand-Illustrationen dieser Bibel. Vor allem die Letzteren, die sich besonders prächtig auf fünf Seiten des ersten Bandes finden und dort eine Vielzahl an Pflanzen- und Tierelementen zeigen, lassen auf niederländische Einflüsse schließen.

## Provenienz
Aus kunsthistorischen Gründen wird die Entstehung des Werkes nicht am Mittelrhein angenommen. Der erste belegte Besitzer der Bibel war der Mainzer Domherr Heinrich von Stockheim 1566. 
Im Dreißigjährigen Krieg gehörte sie 1631 zur Mainzer Kriegsbeute von König Gustav Adolf, der sie seinem Feldherrn Herzog Bernhard von Sachsen-Weimar schenkte. Nach dessen Tod 1639 kam sie durch Erbgang nach Gotha in die herzogliche Bibliothek auf Schloss Friedenstein. Mit der gesamten Bibliothek wurde sie nach der gerichtlichen Rücknahme der Fürstenenteignung 1928 in die Herzog von Sachsen-Coburg und Gotha’sche Stiftung für Wissenschaft und Kunst eingebracht. 
Anfang Juli 1945 wurde sie mit anderen Spitzenstücken der herzoglichen Sammlungen wie dem Evangeliar von Echternach durch Mitglieder der herzoglichen Familie nach Coburg gebracht und 1950 bei Sotheby’s versteigert. Über den Buchhändler H. P. Kraus erwarb sie der amerikanische Bibliophile Lessing J. Rosenwald und schenkte die Bibel am 4. April 1952 – zum fünfhundertjährigen Jubiläum des Buches – der Library of Congress.